# Пъстра патица
Пъстрата патица (Stictonetta naevosa) е вид птица от семейство Патицови (Anatidae), единствен представител на род Stictonetta.

## Разпространение и местообитание
Разпространен е в Австралия.